# خیلبرتو کاریو
خیلبرتو کاریو (اسپانیایی: Gilberto Carrillo‎; ۱۶ اوت ۱۹۵۱ – ۱۹۹۶) بوکسور اهل کوبا بود.